# An Ancient Muse
An Ancient Muse es un álbum de la cantante e instrumentalista canadiense Loreena McKennitt. Es el séptimo lanzamiento oficial de larga duración de McKennitt y el primero después de nueve años de ausencia en la escena musical. Actualmente ha vendido más de un millón de copias mundialmente.

## Detalles
El trabajo de creación y producción del nuevo trabajo comenzó a mediados de 2005. De acuerdo con la información expuesta en el sitio web de McKennitt, www.QuinlanRoad.com, gran parte de la inspiración para este álbum y cada uno de los temas en él, viene de la música griega, turca, del medio oriente y del lejano oriente.
La mayoría de los temas incluidos en el disco, a excepción de tres que fueron expuestos en los conciertos en España, fueron lanzamientos inéditos.
An Ancient Muse debutó en el Billboard 200 en el puesto #83 con ventas sobre las 19 mil copias vendidas en la primera semana del lanzamiento. Esta posición fue el peak de ascenso del álbum en las listas musicales.

## Lista de temas
Todos los temas fueron escritos por McKennitt a excepción de los que han sido descritos con la autoría de otros personajes.
- 1.- Incantation - 2:35
- 2.- The Gates Of Istanbul - 6:59
- 3.- Caravanserai - 7:36
- 4.- The English Ladye And The Knight - 6:49 (Letra: Sir Walter Scott/Música: L. McKennitt)
- 5.- Kecharitomene - 6:34
- 6.- Penelope's Song - 4:21
- 7.- Sacred Shabbat - 3:59 (Kâtibim/McKennitt)
- 8.- Beneath A Phrygian Sky - 9:32
- 9.- Never-Ending Road (Amhrán Duit) - 5:54

Bonus CD
- 1.- Raglan Road - 6:12[1]

iTunes Bonus Track
- 10.- Beneath In A Phrygian Sky (Gordian Version) - 9:25[2]